# Marie-Claude Chappuis

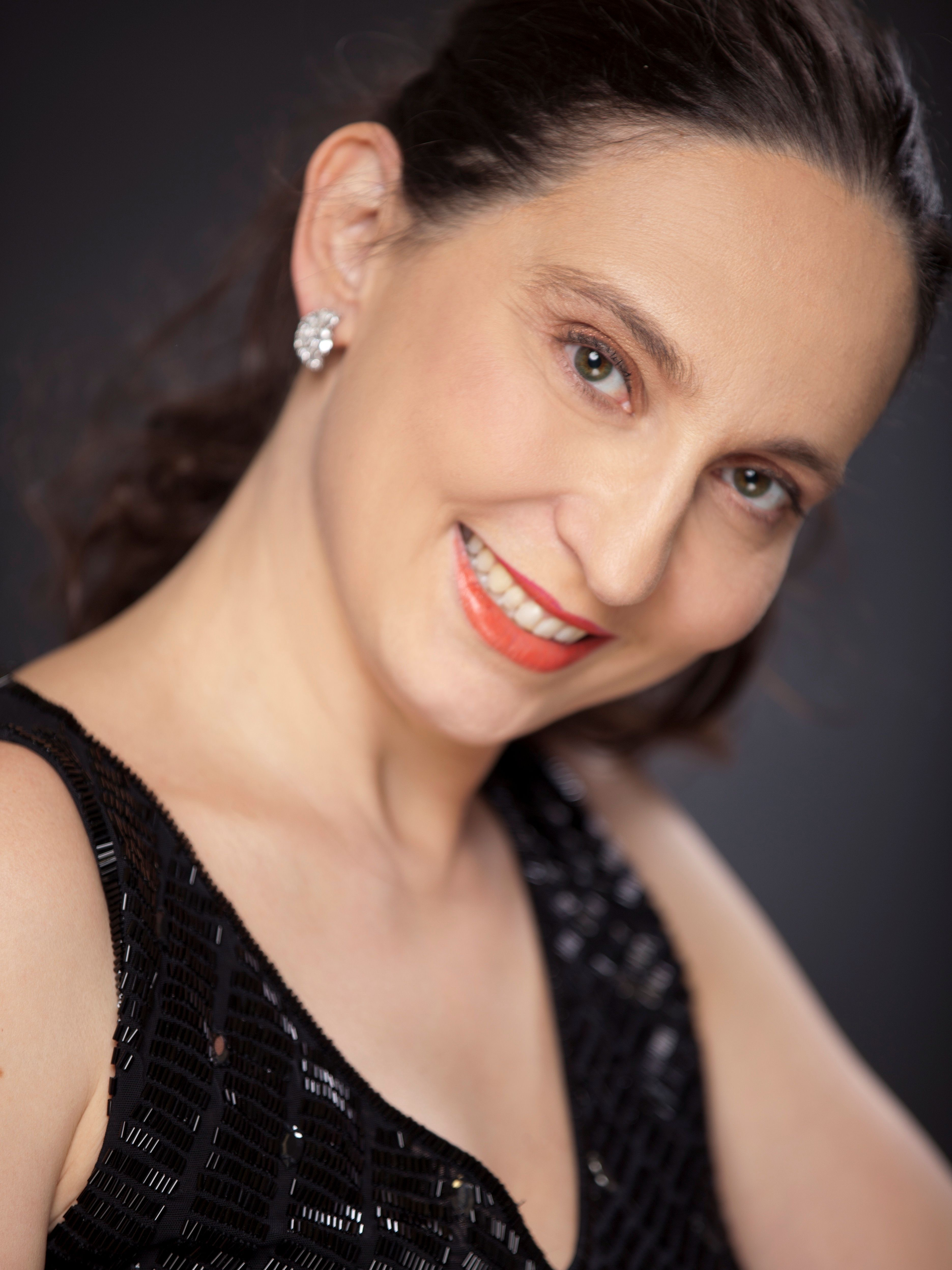
Marie-Claude Chappuis, 2020

Marie-Claude Chappuis (* 2. Januar 1973 in Fribourg) ist eine Schweizer Mezzosopranistin. Chappuis tritt regelmäßig bei den Salzburger Festspielen und an Bühnen wie dem Theater an der Wien, der Berliner Staatsoper und dem Zürcher Opernhaus auf.

## Leben
Chappuis studierte Gesang am Konservatorium in Fribourg und anschließend am Mozarteum in Salzburg. Ihre Karriere begann sie als Ensemblemitglied am Tiroler Landestheater unter der Leitung von Brigitte Fassbaender, sang bereits früh Hauptrollen. Seit 2003 trat sie freischaffend im In- und Ausland auf.
Zu den Meilensteinen ihrer Karriere zählen Produktionen wie etwa Idomeneo (Idamante) dirigiert und inszeniert von Nikolaus Harnoncourt in Graz und Zürich, L’incoronazione di Poppea (Ottavia) unter der Leitung von René Jacobs in Berlin und Brüssel, L’Etoile (Lazuli) unter der Leitung von John Eliot Gardiner in Zürich und Genf, Carmen in der Regie von Brigitte Fassbaender in Innsbruck, Cosi fan tutte (Dorabella) bei den Salzburger Festspielen, La Clemenza di Tito (Sesto) unter der Leitung von Alain Altinoglu in Baden-Baden und Luxemburg, Il Matrimonio Inaspettato, eine Rarität von Paisiello (Contessa), unter der Leitung von Riccardo Muti bei den Salzburger Festspielen, in Ravenna und in Piacenza, Die Fledermaus (Orlofsky) am Grand Théâtre in Genf und La Damnation de Faust (Marguerite) unter der Leitung von Sir Roger Norrington in Leipzig.
In den letzten Jahren war sie in Cavalieris Rappresentazione di Anima et Corpo (Anima) unter René Jacobs an der Staatsoper Berlin zu Gast, in Schuberts Fierrabras (Maragond) inszeniert von Peter Stein bei den Salzburger Festspielen, in La finta giardiniera (Ramiro) unter der Leitung von Emmanuelle Haïm in Lille und Dijon, in The Fairy Queen inszeniert von Mariame Clément und dirigiert von Christophe Rousset im Theater an der Wien und sie wirkte bei einer Tournee von Il ritorno d’Ulisse in Patria unter der Leitung von René Jacobs bei.
Höhepunkt der Saison 2017/18 war ihr Debüt an der Mailänder Scala in Schuberts Fierrabras unter der Leitung von Daniel Harding.
2018/19 trat sie in der Titelrolle in Offenbachs La Belle Hélène am Theater St. Gallen sowie als Dido in Dido and Aeneas in der Inszenierung von Sasha Waltz & Guests an der Berliner Staatsoper und am Teatro Real in Madrid auf.
In der Spielzeit 2020/21 war sie als Dido in einer Neuproduktion am Grand Théâtre de Genève (in Koproduktion mit der Opéra de Lille und den Théâtres de la Ville de Luxembourg) unter der Leitung von Emmanuelle Haïm zu erleben.
Auf dem Konzertpodium sang sie zuletzt mit dem Orchestre de la Suisse Romande unter Jonathan Nott, mit Il Giardino Armonico unter Giovanni Antonini (Arianna a Naxos von Haydn), mit dem Gewandhausorchester Leipzig unter Riccardo Chailly (Bachs Matthäuspassion), dem Mozarteumorchester Salzburg unter Ivor Bolton  (Mozarts c-moll-Messe), dem Neuen Philharmonieorchester Japan unter Ingo Metzmacher (Beethovens Missa Solemnis), sowie mit dem London Philharmonic Orchestra unter Roger Norrington.
Chappuis konzertiert bei Liederabenden regelmäßig mit dem Lautenisten Luca Pianca und mit den Pianisten Malcolm Martineau, Cédric Pescia, Christian Chamorel und Michael Gees.

## Diskographie
Ihre bereits umfangreiche Diskographie umfasst Johann Sebastian Bachs Matthäuspassion mit Riccardo Chailly (Decca), La Clemenza di Tito (Annio) mit René Jacobs (für einen Grammy Award nominiert, veröffentlicht von Harmonia Mundi), Idomeneo (Idamante) mit Nikolaus Harnoncourt (DVD in der Styriarte Festival Edition), die Brockes-Passion von Telemann (Prix du Midem 2009), Rameaus Pygmalion mit Les Talens Lyriques und Christophe Rousset (Aparte, 2017), Mozart Requiem mit dem Freiburger Barockorchester und René Jacobs (Harmonia Mundi, 2017), ein Solo-Album zusammen mit dem Lautisten Luca Pianca (Sous l'empire d'Amour, Deutsche Harmonia Mundi, 2017), Beethoven 9. Symphonie unter Giovanni Antonini, Sony Classical 2018 sowie eine Solo-Aufnahme mit Volksliedern aus der Schweiz (Au coeur des Alpes, 2018).